# Nebulosa Keyhole
La nebulosa Keyhole es una nebulosa oscura situada dentro de la nebulosa de la Quilla, formada por filamentos de gas fluorescente que contrastan con la nebulosa de fondo, más brillante. Su diámetro es de aproximadamente siete años luz. Su apariencia cambió desde que fue observada por primera vez, posiblemente debido a cambios en la radiación ionizante. No posee designación NGC, aunque se la confunde con NGC 3324, una entidad diferente.
Fue designada Keyhole (del inglés «cerradura») por la escritora Emma Converse en un artículo publicado en Appletons' Journal en 1873. Previamente John Herschel había usado el término lemniscate-oval vacuity para referirse a la nebulosa.